# 科尔基亚诺
科尔基亚诺（義大利語：Corchiano），是意大利维泰博省的一个市镇。总面积32.9平方公里，人口3826人，人口密度116.3人/平方公里（2009年）。ISTAT代码为056023。